# Euaspis strandi
Euaspis strandi là một loài ong trong họ Megachilidae. Loài này được Meyer miêu tả khoa học đầu tiên năm 1912.